# Miloslav Veselský
Miloslav Veselský (25. června 1866 Hlinsko – 2. prosince 1913 Kroměříž) byl český politik, poslanec Moravského zemského sněmu za volební obvod Kroměříž, Zdounky, Hulín a v letech 1910 – 1913 starosta Kroměříže.
Narodil se v Hlinsku jako syn místního poštmistra Arnošta Veselského, starosty města v letech 1898-1899, a jeho ženy Herminy rozené Bradyovy.
Dne 29. května 1897 se v Brně oženil s dcerou brněnského profesora Čecha Olgou.
V roce 1903 zakoupil již jako kroměřížský lékárník s manželkou Olgou dům číslo 116 (nyní 113) na rohu Prusinovského ulice a Velkého náměstí naproti radnice (nemovitá Kulturní památka České republiky s číslem 45339/7-6009). Po jeho smrti zdědila dům v roce 1914 jeho manželka Olga a po ní v roce 1926 dcery Marta a Olga.
V roce 1900 byl jako kandidát pokrokářů zvolen do kroměřížského obecního zastupitelstva, v roce 1905 se stal i členem městské rady. Zde se časem dostal do opozice proti nehospodárné politice náměstka starosty dr. Štrose a sblížil se naopak se zástupci Katolické strany národní, zejména s kaplanem Antonínem Urbanem. Ve volbách v roce 1909 již kandidoval za katolíky a stal se náměstkem starosty. O rok později odstoupil z funkce starosty kvůli vyšetřování defraudace jednoho z jeho podřízených nejdéle vládnoucí kroměřížský starosta advokát Josef Pištecký.
Jeho místo zaujal místostarosta a lékárník Miloslav Veselský, který svůj mandát obhájil i ve volbách v roce 1912. Jako místní politik se také věnoval veřejně prospěšným věcem a přičinil se o výstavbu kroměřížské nemocnice.
Ve volbách do Moravského zemského sněmu v roce 1913 byl v české městské volební kurii měst Kroměříž, Zdounky a Hulín zvolen v prvním kole poslancem. Jeho vítězství bylo vnímáno jako "první průlom do měst", který se českým katolíkům na Moravě podařil. Veselský se však stačil zúčastnit pouze prvního jednání zemského sněmu, jelikož ještě v témže roce Veselský ve svém domě v Kroměříži na ochrnutí srdce ve věku čtyřicet sedm let a pět měsíců zemřel. Na postu starosty jej nahradil advokát Methoděj Barták, v zemském sněmu po doplňovacích volbách kaplan Antonín Urban.
Pohřben byl na kroměřížském hřbitově.